# Federico Fellini (Giusy Ferreri)
Federico Fellini è un singolo della cantante Italiana Giusy Ferreri, pubblicato il 23 settembre 2022 come quinto estratto dal sesto album in studio Cortometraggi.

## Video musicale
Il video è stato reso disponibile il 6 ottobre 2022 attraverso il canale YouTube della cantante.